# الضربات اليمنية على إسرائيل (سبتمبر 2024)
الضربات اليمنية على إسرائيل سبتمبر 2024 في 15 سبتمبر 2024، أطلقت قوات حركة أنصار الله الحوثيون في اليمن صاروخا باليستيا طويل المدى استهدف وسط إسرائيل، وهو ما أثار توترات إقليمية جديدة الصاروخ أصاب منطقة مفتوحة بالقرب من تل أبيب، مما تسبب في اندلاع حريق، لكنه لم يسفر عن إصابات مباشرة. الهجوم جاء ضمن سلسلة من الهجمات الحوثية المتزايدة ضد إسرائيل، والتي بدأت منذ اندلاع عملية طوفان الأقصى في السابع من أكتوبر 2023 بين حركات المقاومة الفلسطينية بقيادة حماس وبين إسرائيل.

## خلفيه
شهدت منطقة تل أبيب ووسط إسرائيل، صباح اليوم، الأحد، حالة من الهلع مع سقوط صاروخ باليستي أُطلق من اليمن، مما أدى إلى تفعيل صفارات الإنذار، في أحدث تطور لجبهة الإسناد اليمنية التي أطلقتها حركة أنصار الله الحوثيون لدعم فصائل المقاومة الفلسطينية في غزة على خلفية الحرب الإسرائيلية المتواصلة على القطاع منذ السابع من تشرين الأول/ أكتوبر الماضي

## الاحداث
أعلن الجيش الإسرائيلي، في وقت مبكر الأحد، أن صاروخا أطلق من اليمن سقط في "منطقة مفتوحة" وسط البلاد، مؤكدا أن ذلك لم يؤد الى وقوع إصابات وقال الجيش في بيان "متابعة للإنذارات قبل قليل في منطقة وسط البلاد فالحديث عن إطلاق صاروخ أرض-أرض من جهة الشرق سقط في منطقة مفتوحة دون وقوع إصابات

## التحقيق
ونقلت إذاعة الجيش الإسرائيلي، مساء الأحد، عن نتائج تحقيق أولي أجراه الجيش لاعتراض الصاروخ اليمني، أن "التحقيقات الأولية تظهر أن صاروخ حيتس لم يدمر الصاروخ الذي أطلق من اليمن كليا رغم إصابته، وسلاح الجو أوضح أن الصاروخ لم يكن فرط صوتي وأضافت إذاعة الجيش أن "الصاروخ الذي أطلق من اليمن لم يفاجئ الدفاعات الجوية ولا يشكل تهديدا جديدا، والتقديرات تشير إلى أنه لا يوجد لدى أعدائنا صواريخ فرط صوتية

## ردود الفعل
إسرائيل توعد رئيس الوزراء الإسرائيلي، بنيامين نتنياهو، اليوم الأحد، حركة أنصار الله الحوثية في اليمن بدفع "ثمن باهظ" بعد تبنيهم شن هجوم بصاروخ بالستي على وسط إسرائيل وقال نتانياهو في بدء اجتماع حكومته "كان ينبغي لهم أن يعرفوا أننا نفرض ثمنا باهظا لأي محاولة لإلحاق الأذى بنا
 حماس:باركت كتائب الشهيد عز الدين القسام الضربة الصاروخية التي نفذتها جماعة أنصار الله الحوثيين في عمق إسرائيل، والتي قالت إنها استهدفت موقعا عسكريا في يافا بصاروخ "فرط صوتيوقال أبو عبيدة الناطق الرسمي باسم كتائب القسام في تغريدات عبر قناته على تليغرام "نبارك العملية النوعية التي نفذتها القوات المسلحة اليمنية صباح اليوم والتي استهدفت موقعا عسكريا قرب "تل أبيب"، مثمنا "وقفة الشعب اليمني العزيز إلى جانب إخوانه في فلسطين واستعداده لتقديم التضحيات في سبيل ذلك
 الحوثيون:أعلنت جماعة الحوثي اليمنية "نجاحها" في قصف مدينتي تل أبيب وعسقلان وسط وجنوب إسرائيل، ليل الخميس الجمعة، بصاروخ باليستي وطائرة مسيرة وقال المتحدث العسكري للحوثيين يحيى سريع، في بيان مصور، إن جماعته "نفذت عمليتين عسكريتين ضد أهداف للعدو الإسرائيلي في منطقتي يافا (تل أبيب) وعسقلان في فلسطين المحتلة وأضاف موضحا: "استهدفنا منطقة يافا وسط إسرائيل بصاروخ باليستي من نوع (فلسطين فيما تم ضرب هدف حيوي في منطقة عسقلان جنوب إسرائيل بطائرة مسيرة من نوع يافا
 اليمن: أعلنت القوات المسلحة اليمنية، اليوم الاحد، عن تنفيذ عملية عسكرية نوعية استهدفت هدفاً عسكرياً للاحتلال الإسرائيلي في منطقة "يافا" في إطار المرحلة الخامسة من التصعيد وأوضحت القوات المسلحة في بيان، أن القوة الصاروخية نفذت العملية بصاروخ باليستي جديد فرط صوتي نجح بعون الله في الوصول إلى هدفه وأخفقت دفاعات الاحتلال في اعتراضه والتصدي له

## انظر ايضا
- ازمه البحر الاحمر
- الضربات الإسرائيلية على اليمن 2024
- هجوم تل أبيب 2024